# Västmanlands östra domsagas tingslag
Västmanlands östra domsagas tingslag var ett tingslag i Västmanlands län i Västmanlands östra domsaga. Tingsställe var Heby.
Tingslaget bildades 1888 av de ingående häradernas tingslag.
Tingslaget uppgick den 1 januari 1971 i Sala tingsrätt.

## Ingående områden

### Socknarna i häraderna
- Simtuna härad
- Torstuna härad
- Våla härad
- Övertjurbo härad

### Kommuner (från 1952)
- Tärna landskommun
- Möklinta landskommun
- Västerlövsta landskommun
- Fjärdhundra landskommun
- Vittinge landskommun
- Östervåla landskommun
- Nora landskommun
- Sala stad